# قلعه غزنی
بالاحصار غزنی یا الکساندریه دراُپیانا  (به لاتین: Citadel of Ghazni) قلعه قرون وسطایی بزرگی است که در شهر غزنی، شرق مرکزی افغانستان واقع شده است. این شهر در قرن سیزدهم در اطراف شهر غزنی ساخته شد.
این قلعه به دلیل تهدیدات متعدد در خطر تخریب قرار دارد. در حال حاضر بیش از نیمی از ۳۲ برج اصلی قلعه با فروریختن یکی از برج‌ها که در ژوئن ۲۰۱۹ به صورت ویدئویی ضبط شد و به طور گسترده در رسانه‌های اجتماعی به اشتراک گذاشته شد، تخریب شده یا به شدت آسیب دیده‌اند.
قلعه در مرکز شهر و در نزدیکی جاده‌های اصلی واقع شده است. کمبود بودجه برای کمک به حفظ این مکان، باران‌های شدید و جنگ داخلی جاری در کشور به فروپاشی قلعه کمک کرده است.

## تاریخچه
در سال ۹۶۲، فرمانده مردم ترک امپراتوری سامانی، آلپ تگین، به غزنی حمله کرد و قلعه را به مدت چهار ماه محاصره کرد. او غزنی را از دست فرمانروای لویک، ابوبکر لویک بیرون کشید. آلپ تگین در این فتح با سبکتگین همراه شد.
در سال ۱۸۳۹، این قلعه محل نبرد غزنی در طول جنگ اول افغان و انگلیس بود، زمانی که نیروهای بریتانیایی به قلعه یورش بردند و آن را تصرف کردند. در دهه‌های بعدی جنگ شاهد خشونت بیشتری بود.
در ۱۴ ژوئن ۲۰۱۹، یک برج به دلیل باران شدید و بی‌توجهی احتمالی دولت فرو ریخت.

## تهدیدات
قلعه غزنی در وضعیت خرابی قرار دارد. بسیاری از برج‌ها و دیوا‌رهای قلعه در حال فروریختن هستند. دهه‌ها جنگ و ادامه بی‌ثباتی سیاسی در افغانستان به تخریب بیشتر این قلعه کمک کرده است. جنگ و کمبود بودجه، تلاش‌های بازسازی را با مشکل مواجه کرده است.
در ژوئن ۲۰۱۹ یکی از ۳۲ برج اصلی این قلعه فروریخت و ویدئوی آن ضبط شد و در رسانه‌های اجتماعی منتشر شد که درخواست‌های بین‌المللی از دولت افغانستان و جامعه بین‌المللی برای انجام بازسازی بیشتر برای حفظ میراث فرهنگی کشور را به دنبال داشت.

## نگارخانه

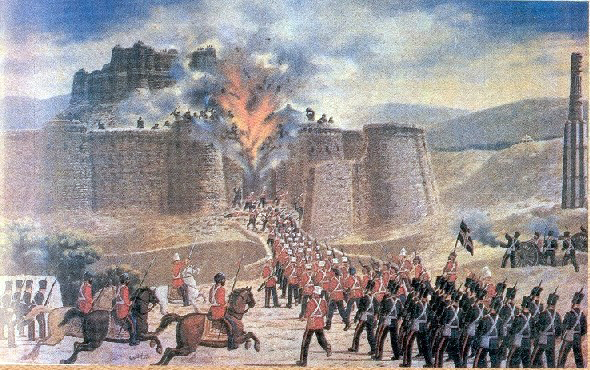
حمله نیروهای بریتانیایی-هندی به قلعه در طول جنگ اول افغانستان، ۱۸۳۹.
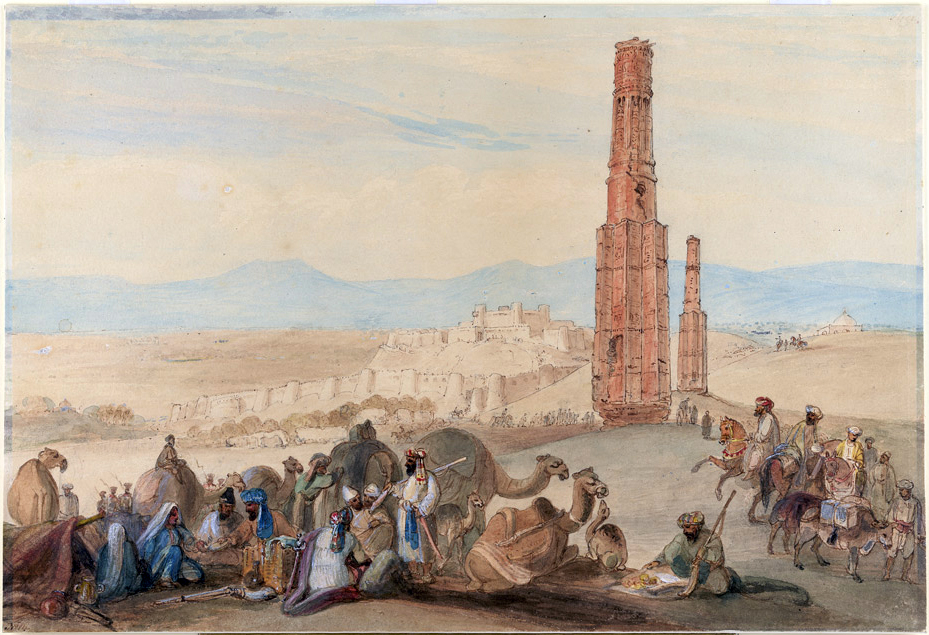
نقاشی جیمز اتکینسون با قلعه غزنی در پس‌زمینه مناره‌های غزنی، ۱۸۳۹.
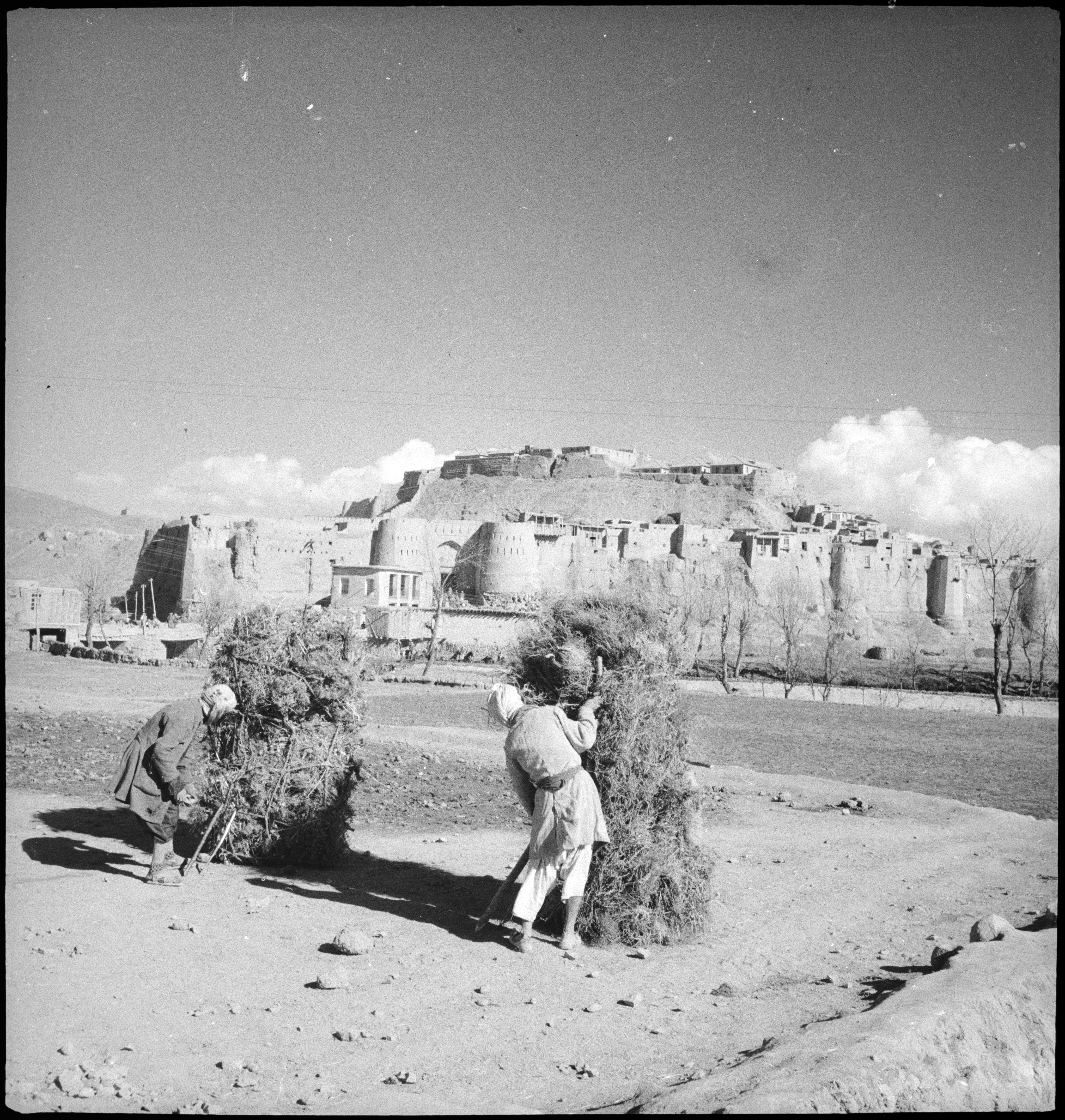
قلعه غزنی در سال ۱۹۳۹
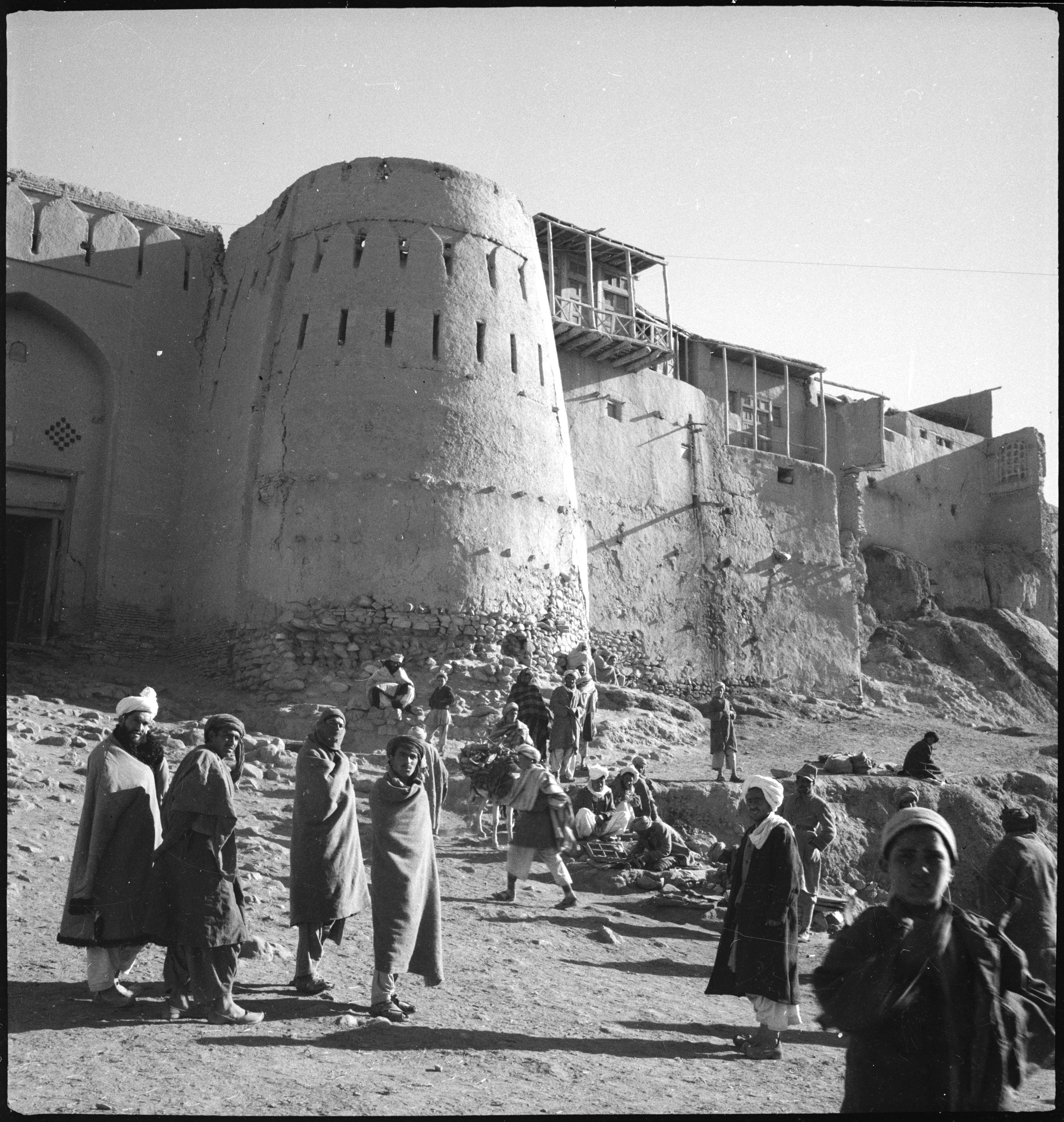
دیوار قلعه غزنی ۱۹۳۹-۱۹۴۰
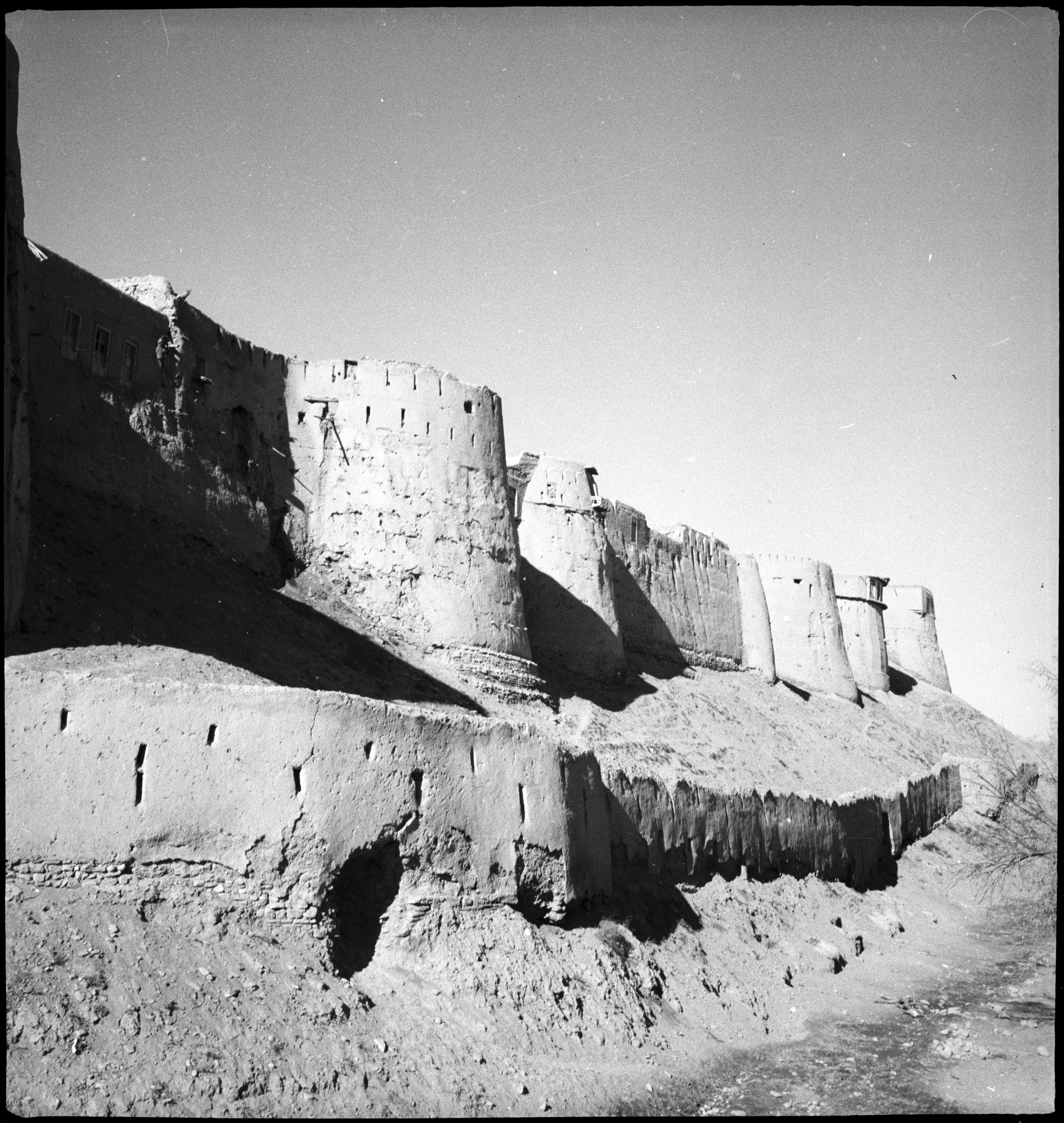
برج های گرد در دیوار، ۱۹۳۹-۱۹۴۰.
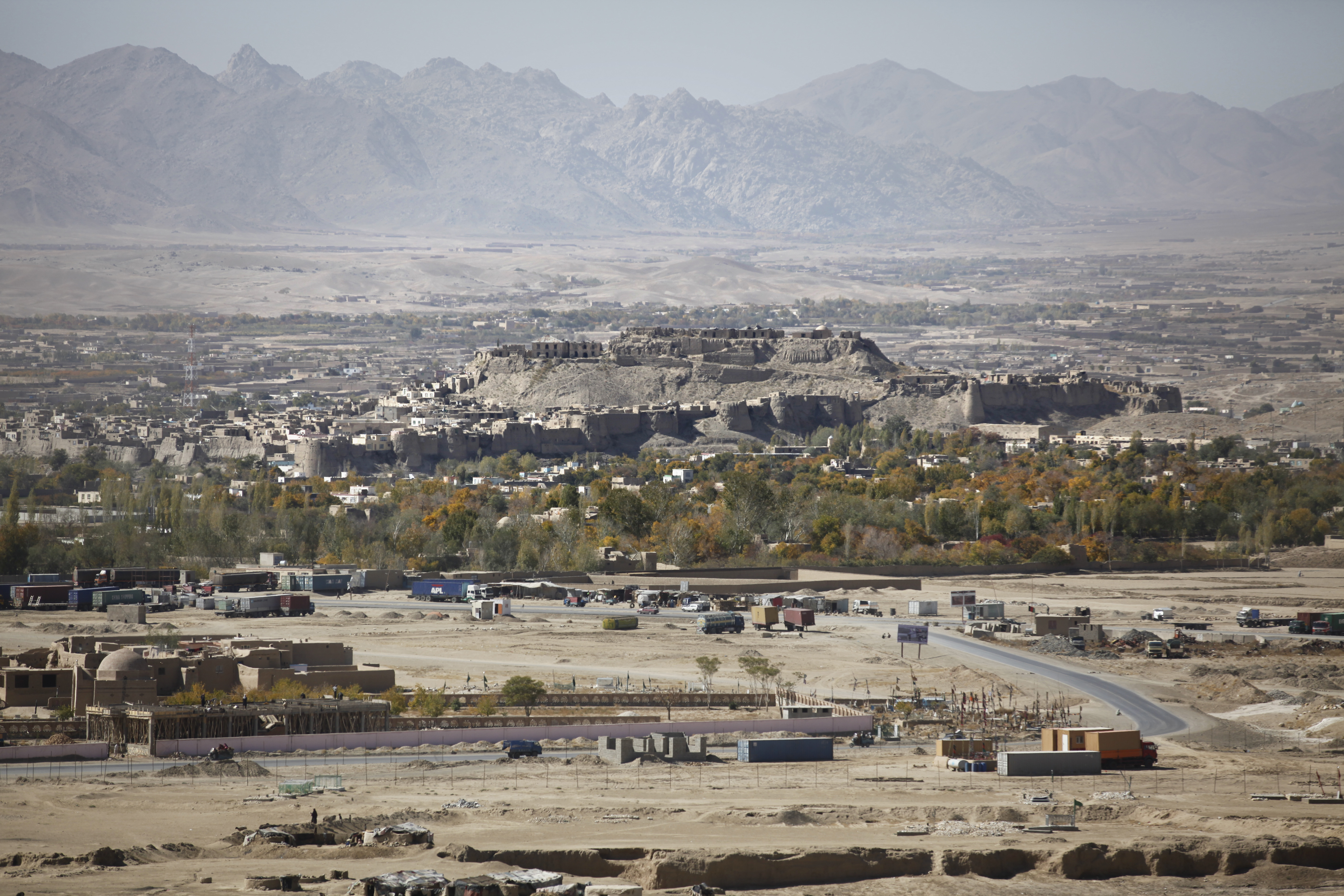
قلعه غزنی، از صومعه بودایی تاپا سردار دیده می‌شود
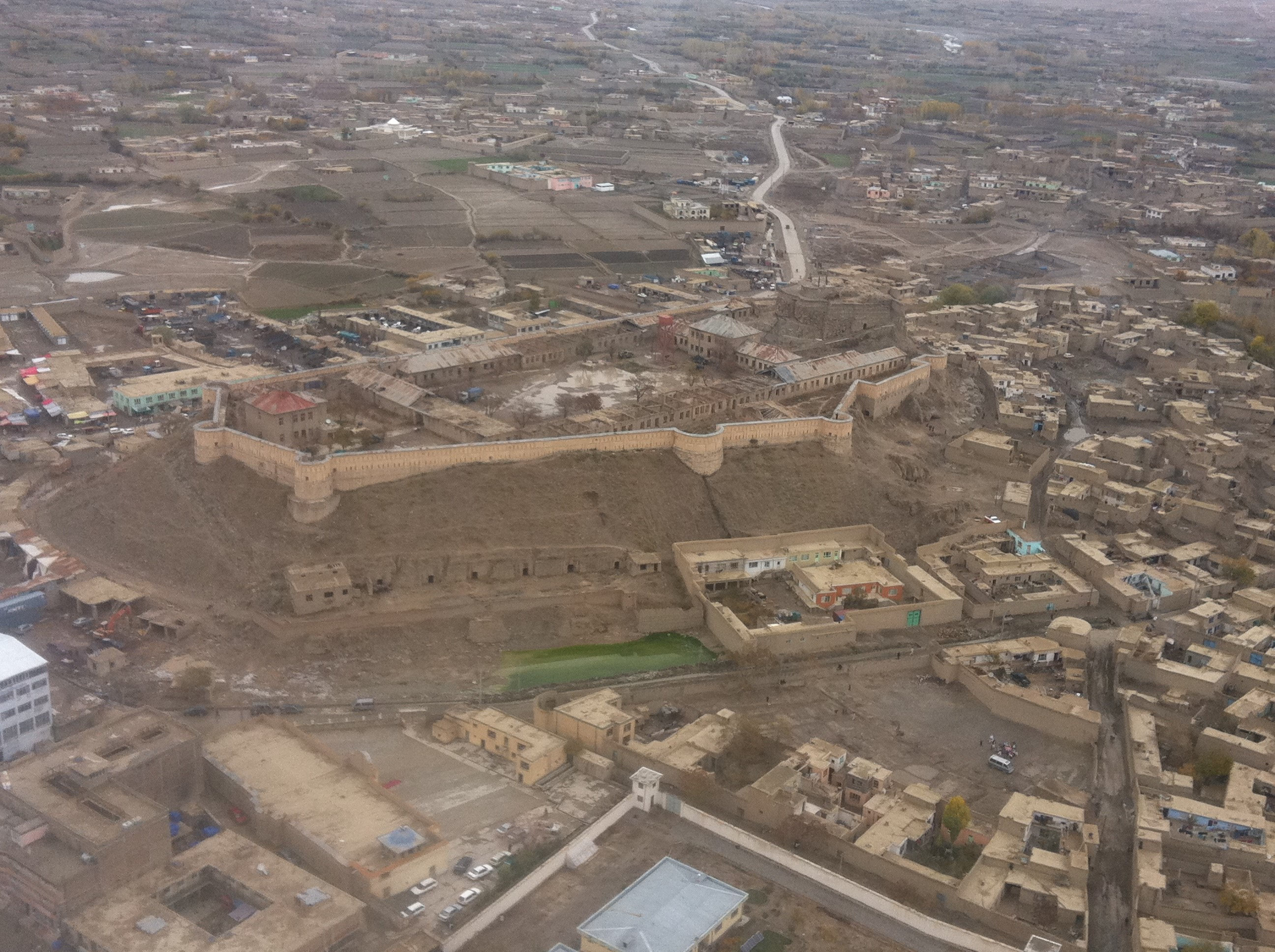
نمای هوایی قلعه در سال ۲۰۱۱
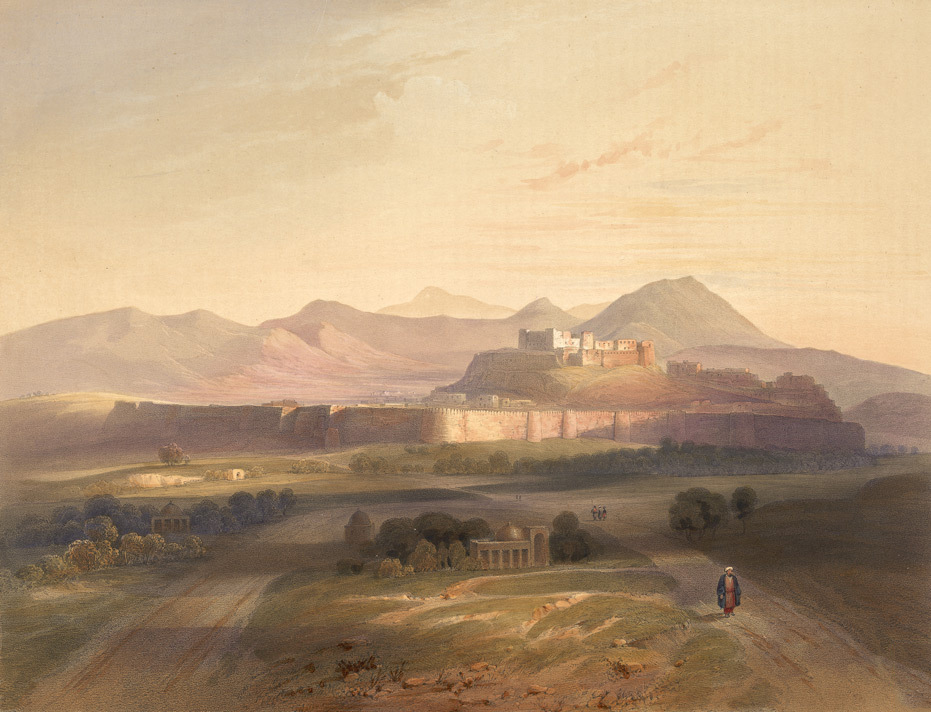
نقاشی جیمز راتری شهر و قلعه غزنی را نشان می‌دهد، ۱۸۳۹-۱۸۴۲